# Hans Leo Lehmann
Hans Leo Lehmann (* 26. Oktober 1907 in Nürnberg; † April 1992) war ein deutsch-britischer Chemiker, Lokalhistoriker und Gemeindeführer.

## Leben und Tätigkeit
Lehmann entstammte einer orthodoxen jüdischen Familie. Er war der älteste von drei Söhnen von Felix Lehmann (1882–1967) und seiner Frau Metha, geb. Lewin (1880–1974). Die Eltern siedelten später nach Israel über.
Lehmann studierte Chemie in Heidelberg und promovierte mit einer Arbeit über das β-Oktylinitrit zum Dr. rer. nat. Anschließend arbeitete er als Assistent am Institut für Physikalische Chemie und am Institut für Technologie in Karlsruhe. 
Nach dem Machtergreifung der Nationalsozialisten im Frühjahr 1933 entschied Lehmann sich zur Emigration nach Großbritannien. Er ließ sich in dem Londoner Bezirk Golders Green nieder. Ein Jahr lang arbeitete er als Forscher am University College London. Danach war er als chemischer Berater in einem eigenen Labor in Stamford Hill im Norden der Stadt tätig. 1937 siedelte er – inzwischen verheiratet – nach Epsom über. Dort wurde er Vorstand der lokalen jüdischen Gemeinde. In dieser Stellung war er insbesondere für den Erwerb des Grundstücks und Gebäudes der ehemaligen Bugby Chapel in Prospect Place im Jahr 1954 verantwortlich, in dem er die Epsom and District Synagogue, die Synagoge der Gemeinde, einrichtete (Die Weihung der Synagoge fand im Oktober 1954 statt).
In Deutschland wurde Lehmann derweil von den nationalsozialistischen Polizeiorganen als Staatsfeind eingestuft. Im Frühjahr 1940 wurde er vom Reichssicherheitshauptamt auf die Sonderfahndungsliste G.B. gesetzt, ein Verzeichnis von Personen, die im Falle einer erfolgreichen deutschen Invasion Großbritanniens durch die Sonderkommandos der SS-Einsatzgruppen mit besonderer Priorität ausfindig gemacht und verhaftet werden sollten.
Lehmann war Fellow am Royal Institute of Chemistry.

## Familie
Am 1. Januar 1935 heiratete Lehmann Ellen Haas (1906–1999). Mit ihr hatte er vier Kinder: Hannah (* 1935), Hermann (* 1937), Rose (* 1940) und Jonathan (* 1948).

## Schriften
- Über Absorption und Rotationsdispersion des β-Oktylnitrits, 1932. (Dissertation)
- The Residential Copyholds of Epsom: From the Records of the Manor of Ebbisham, 1663–1925, 1987.
- (Bearbeiter): The Journal of William Schellinks´ Travels in England 1661–1663 (zusammen mit Maurice Exwood)